# Microgravity Science Glovebox

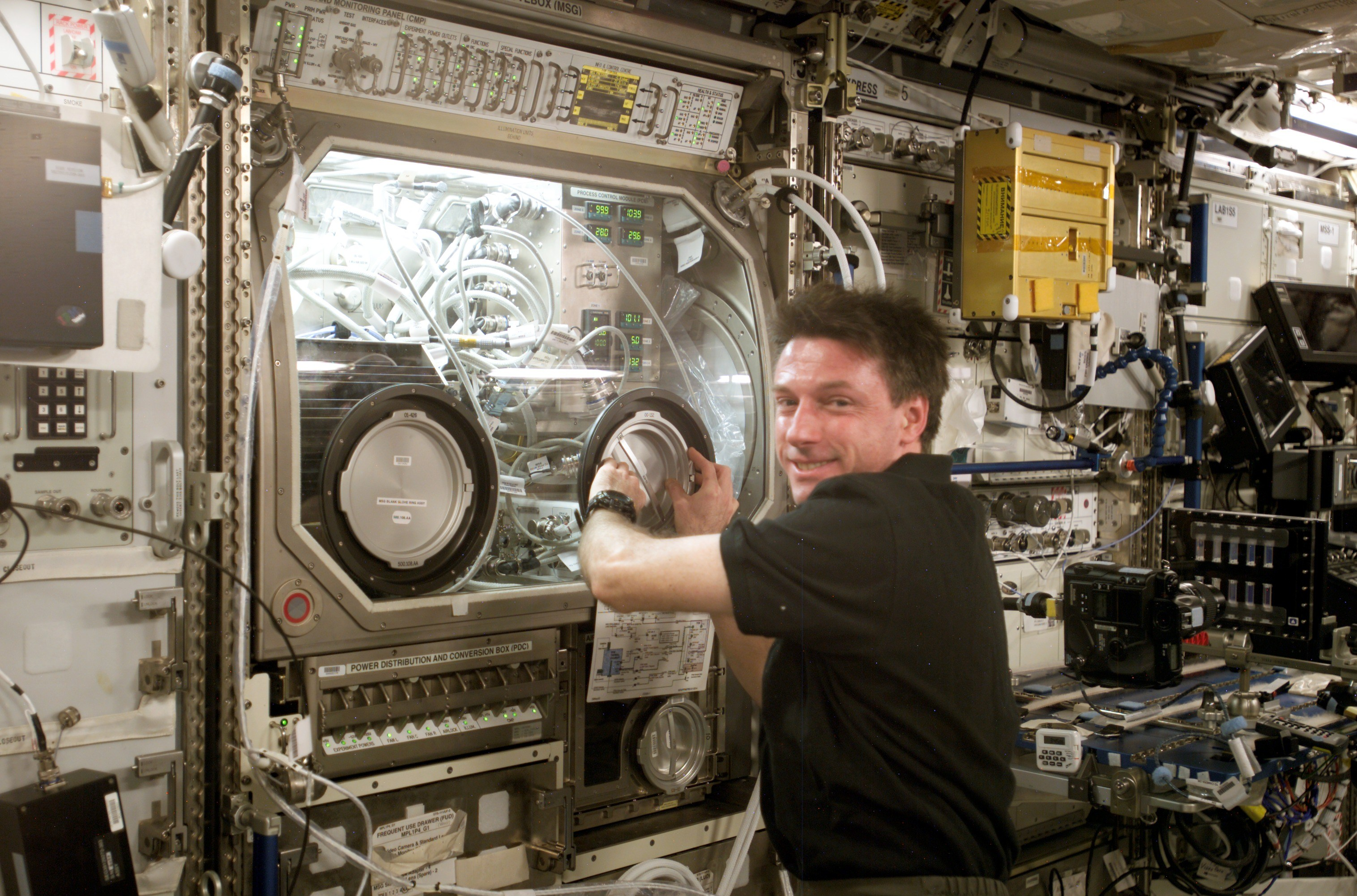
ISS-08 Michael Foale lleva a cabo una inspección de la Microgravity Science Glovebox

La Microgravity Science Glovebox (MSG) es una guantera a bordo de la Estación Espacial Internacional. Proporciona un entorno seguro para la investigación con líquidos, combustión y materiales peligrosos en las condiciones de microgravedad de la ISS. Sin el MSG, muchos tipos de investigaciones prácticas serían imposibles o severamente limitadas en la estación. El Microgravity Science Glovebox (MSG) ocupa un bastidor de piso a techo dentro del módulo Destiny de la Estación Espacial Internacional (ISS). Es más del doble del tamaño de una maleta de mano de una aerolínea.

## Galería de imágenes

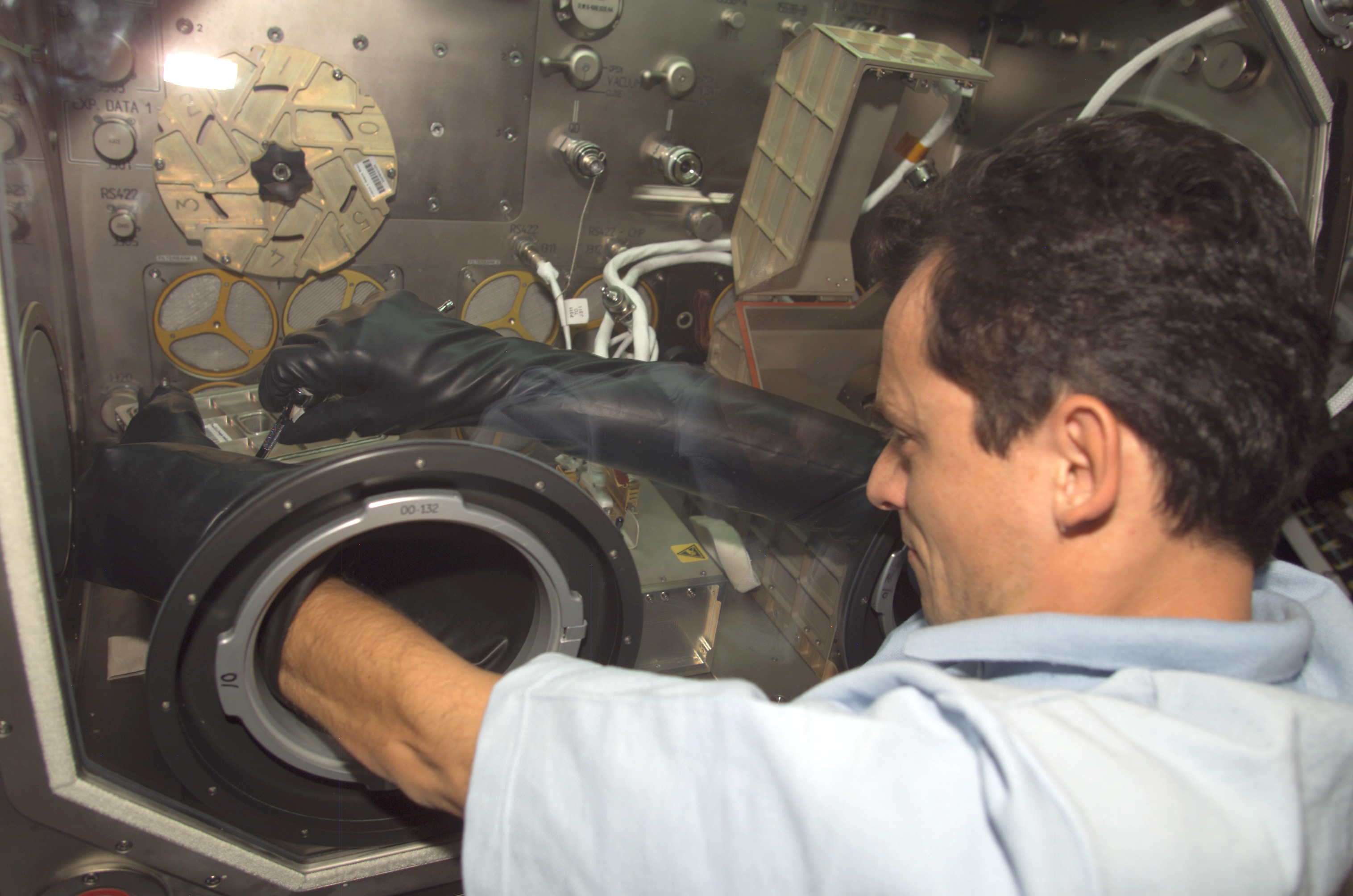
Visión sobre el hombro del astronauta Pedro Duque de la Agencia Espacial Europea (ESA) mientras trabaja en Microgravity Science Glovebox para el experimento Cervantes PromISS 2 en el Laboratorio Destiny de EE. UU. Durante operaciones conjuntas con las tripulaciones de la Expedición 7 y Expedición 8.
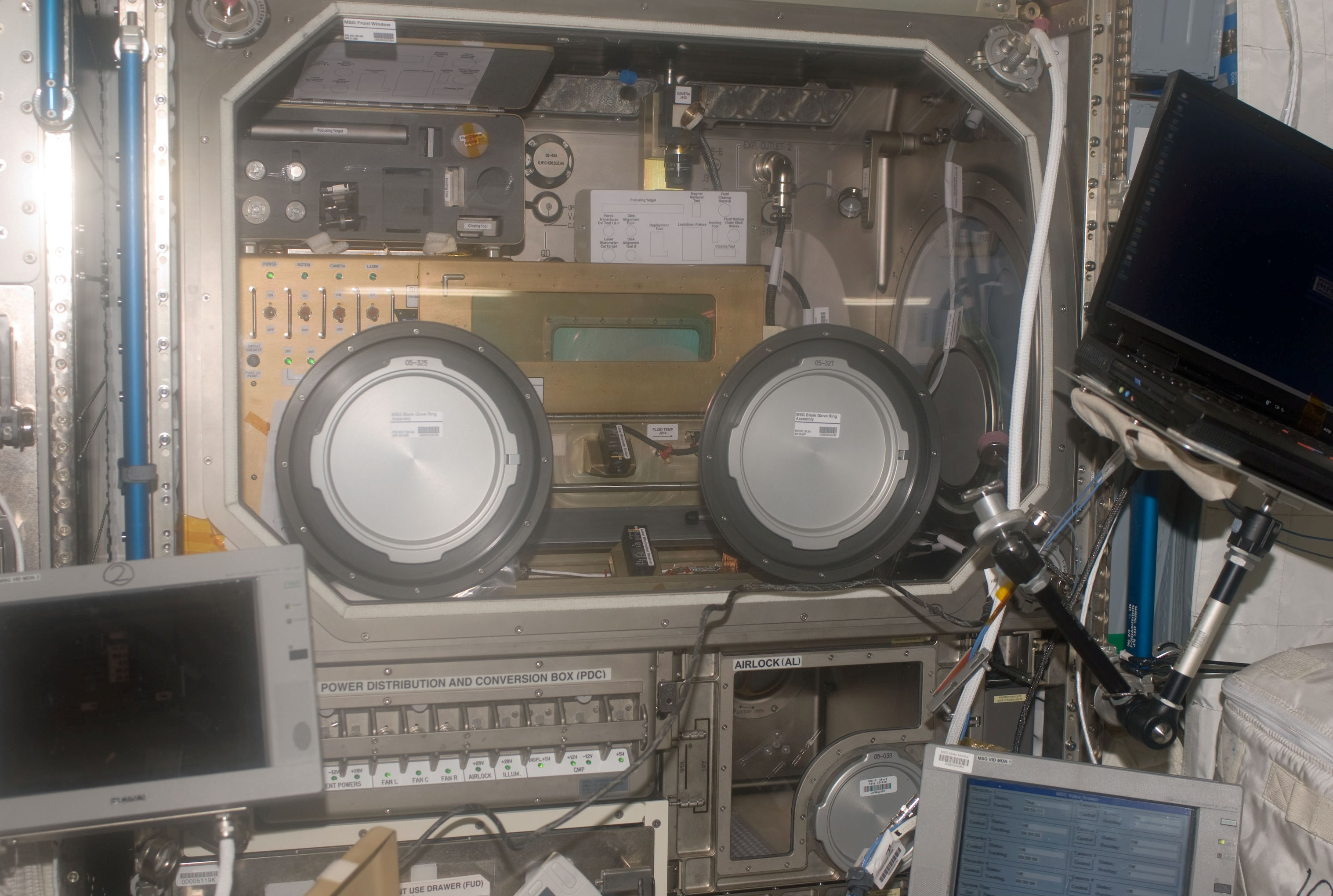
Vista de Microgravity Sciences Glovebox (MSG) con el experimento de reología extensional de Shear History (SHERE) en el interior

## Descripción
La instalación principal de MSG ocupa la mitad superior del rack general e incluye el gran volumen de trabajo (WV), una esclusa de aire y dispositivos electrónicos para el control, el mantenimiento y los recursos de investigación. El WV lleva a cabo el experimento y el equipo relacionado. El volumen de trabajo es de aproximadamente 3 pies (910 mm) de ancho, 2 pies (610 mm) de alto y 1,5 pies (460 mm) de profundidad con un volumen utilizable de aproximadamente 255 litros. Esta área se puede sellar y mantener a una presión negativa, aislando a la tripulación y la Estación de los posibles peligros asociados con las investigaciones que se están llevando a cabo en el interior.
Se puede acceder a una esclusa de aire debajo del WV para traer objetos de manera segura mientras se llevan a cabo otras actividades dentro de MSG. El MSG tiene puertos laterales de 40 cm de diámetro (equipados con guantes resistentes que están sellados para evitar fugas) para instalar y manipular equipos en WV. Una placa fría proporciona refrigeración para los equipos experimentales y el aire circula y se filtra continuamente. Los experimentos cuentan con 1 kW de potencia y refrigeración.
El MSG también proporciona vacío, ventilación, entrada de gas nitrógeno (que puede mantener el volumen de oxígeno en un 10 por ciento o menos), interfaces de alimentación y datos. Un sistema de video consiste en un subsistema autónomo de cuatro cámaras a color, dos monitores, dos grabadoras analógicas y dos grabadoras digitales integradas en un cajón estándar de interfaz internacional de sub-rack (ISIS). El panel de comando y monitoreo monitorea el estado y el rendimiento de la instalación y proporciona la operación manual de MSG por parte de la tripulación.
MSG fue entregado a ISS durante la Expedición 5, después de lo cual se instaló en el módulo Destiny. El 21 de marzo de 2008, durante la Expedición 16, MSG se reubicó en el módulo de Columbus. El 21 de octubre de 2010, durante la Expedición 25, MSG fue transferido de nuevo al módulo Destiny.